# ホンダ・クレアスクーピー
クレアスクーピー (CREA SCOOPY) は、本田技研工業がかつて製造販売した排気量49㏄の原動機付自転車に分類されるスクータータイプのオートバイである。

## 車両解説
1990年代にヒットしたジョルノから4サイクルエンジンに進化したジョルノクレアに次ぐファッションスクーターとして2001年1月に発売。そのかわいらしい丸みを帯びたデザインと共に、新規格の4サイクル「CLEAN4」エンジンの「経済性・静寂性・耐久性・クリーン性」といった優位性をアピールし、またACGスターターを装備しアイドリングストップ機能を加えた クレアスクーピー・i 仕様も発売している。
発売当初にはイメージキャラクターとしてモーニング娘。を起用し、主なターゲットの若い女性を中心にヒットする。
なお同社には、過去に使用した商標（車名）を2輪・4輪問わず再使用する慣習があり、本商標は1980年代にヨーロッパ向け輸出専売スクーターの車名として初めて使用され、本モデルのカナダ向け仕様に使われた。
海外ではアメリカでMetropolitan（メトロポリタン）、カナダではJazz（ジャズ）、オーストラリアではScoopy（スクーピー）という名称でそれぞれ販売されている。アメリカ・カナダの北米仕様では現地の法規に合わせ、ウインカー・テールランプの大型化、フロントフェンダーやリア周りへの反射板設置などの相違点が見受けられる。また過去には「漢字ブーム」に合わせた“Kanji”仕様の外装もラインナップされていた。
2007年10月にマイナーチェンジが行われ、自動車排出ガス規制対応のためエンジンに電子制御式燃料噴射装置（PGM-FI）が搭載されたが、電気系統の兼ね合いからアイドリングストップの i 仕様は販売終了となっている。
2011年に復活販売されたジョルノと入れ替わる形で日本仕様の生産終了が公表された。